# Gothèye
Gothèye est un village et une commune rurale du Niger, chef-lieu du département éponyme de Gothèye.

## Géographie
Gothèye est situé dans la région de Tillabéri à 78 kilomètres au nord-ouest de Niamey.
|                          | Dargol  | Kourtèye |
| Boundoré ( Burkina Faso) | Gothèye | Namaro   |
|                          | Torodi  |          |

## Histoire
Le poste administratif de Gothèye instauré en 1956, est séparé en 2011 du département de Téra et élevé au statut départemental. La commune rurale est instaurée en 2002.

## Population
La commune est peuplée des éthnies Songhaï, Fulbé, Kurtey, Touareg et Wogo. On y parle le dialecte Zarma Kaado.